# Curriculum vitæ
O curriculum vitæ (do latim "trajetória de vida"), também abreviado para CV ou apenas currículo (por vezes utiliza-se o termo curricula, como forma no plural do termo) é um documento de tipo histórico, que relata a trajetória educacional e as experiências profissionais de uma pessoa, como forma de demonstrar suas habilidades e competências. De modo geral, ele tem como objetivo fornecer o perfil da pessoa para um empregador, podendo também ser usado como instrumento de apoio em situações acadêmicas.
O curriculum vitae é uma síntese de aptidões e qualificações, na qual o candidato a alguma vaga de emprego descreve, dados pessoais para contato, formação acadêmica e experiência profissional. Muitas empresas ainda o usam como forma de seleção de candidatos para preenchimento de vagas de emprego. A entrega do currículo é apenas a primeira fase da admissão em uma instituição, as fases posteriores compreendem em entrevista e prova de conhecimentos.

## Papel
A utilização e o papel social do CV varia nos diversos países consoante as políticas de empregabilidade e educação. Da mesma maneira o formato pode variar dependendo do contexto. Embora de modo geral seja um documento apresentado de forma sintetizada, idealmente com uma ou duas páginas,, em certos casos deve ser mais detalhado. Envolve predominantemente os processos de avaliação. Em muitos casos também é necessário avaliar a necessidade do uso de fotos nos currículos, pois pode acontecer de determinadas empresas não necessitarem que o empregado anexe uma foto (3x4) por exemplo. É necessário averiguar se o cargo desejado necessita de uma boa aparência se a foto causa uma boa impressão e/ou se a foto está no padrão desejado pela empresa.
Atualmente há programas de computador que permitem a criação de um currículo através do preenchimento de formulários. Muitas empresas utilizam-se deste recurso na Internet para catalogar candidatos a empregos.
Uma variante do CV é o portfólio, que tem o mesmo objetivo em linhas gerais, mas presta-se a dar pequenas mostras das habilidades da pessoa, sendo mais utilizado por profissionais das áreas relacionadas com artes ou produção. Este currículo permite a sistematização das experiências significativas ao contexto solicitado.